# والنتین گالوچکین
والنتین گالوچکین (روسی: Валенти́н Андре́евич Га́лочкин؛ ۲۲ نوامبر ۱۹۲۸ – ۳ نوامبر ۲۰۰۶) مجسمه‌ساز اهل اوکراین بود.